# Ixchela placida
Ixchela placida là một loài nhện trong họ Pholcidae. Loài này được phát hiện ở México.